# 임진록 (비디오 게임)
《임진록》은 대한민국의 게임 회사 HQ팀이 제작한 RTS게임이다. 임진왜란의 역사를 담고 있으며 조선과 왜(일본)로 플레이가 가능하다.

## 시나리오
임진록의 시나리오는 1장부터 10장까지 조선의 시나리오이며, 11장부터 20장까지 일본의 시나리오이다.

### 조선
- 제 1장 전쟁의 시작
- 제 2장 한산도 대첩
- 제 3장 이치 전투
- 제 4장 게릴라전
- 제 5장 평양성 탈환
- 제 6장 행주대첩
- 제 7장 전쟁의 재발
- 제 8장 명량해전
- 제 9장 봉화대 설치
- 제10장 노량해전

### 일본
- 제11장 전쟁의 시작
- 제12장 탄금대 전투
- 제13장 포로 구출
- 제14장 용인전투
- 제15장 평양성 수성
- 제16장 벽제관 전투
- 제17장 군량 수송
- 제18장 2차 진주성 전투
- 제19장 칠천량 해전
- 제20장 퇴각